# Estado policial
Un Estado policial es un Estado donde el gobierno mantiene un estricto control sobre la sociedad, particularmente a través de la supresión de las libertades civiles y a menudo mediante una fuerza de policía secreta y un gran despliegue e inversión en mecanismos de vigilancia. Esto implica que el control por el gobierno contradice la voluntad de los individuos que están siendo controlados. Así, un Estado policial es inherentemente antidemocrático y es muy similar a la ley marcial.
Originalmente, un Estado policial era un Estado regulado por una administración civil, pero desde principios del siglo XX ha «adquirido un significado emocional y despectivo» al describir un estado de vida indeseable caracterizado por la presencia prepotente de las autoridades civiles. Los habitantes de un Estado policial pueden experimentar restricciones a su movilidad, o a su libertad de expresar o comunicar opiniones políticas o de otro tipo, que están sujetas a la vigilancia o a la aplicación policial. El control político puede ejercerse por medio de una fuerza de policía secreta que opera fuera de los límites normalmente impuestos por un estado constitucional. Robert von Mohl, quien introdujo por primera vez el estado de derecho en la jurisprudencia alemana, contrastó el Rechtsstaat ("Estado legal" o "constitucional") con el antiaristocrático Polizeistaat ("estado policial").

## Concepción
Etimológicamente, el término policía se deriva del griego antiguo πολιτεία (politeia) o polis (en inglés: ciudad). Inicialmente se refería a toda la administración pública. La buena policía se ha utilizado para expresar una buena administración desde la Edad Media.
Esta importancia continuó en la era del absolutismo . Según el modelo estatal imperante, el gobernante monárquico respectivo tenía una posición de poder absolutamente legitimada, los límites de la acción administrativa sólo estaban determinados por el “bienestar” de los súbditos. El contenido de "bienestar" o "buena policía" fue definido por las autoridades a su discreción.
Como resultado del cambio social, particularmente después del Congreso de Viena, el Estado policial se volvió cada vez más represivo para sofocar las aspiraciones liberales y democráticas emergentes. El Estado policial se convirtió así en un instrumento de lucha contra los disidentes políticos (en la estructura estatal absolutista, una oposición no era más que una ofensa contra los intereses del Estado y, por lo tanto, también contra los intereses de sus súbditos), a menudo combinado con elementos del terrorismo de Estado. 
Desde entonces, el Estado policial se ha definido como un sistema político en el que la policía es omnipotente y el individuo es prácticamente impotente. Este significado de la palabra, que enfatiza el contraste con el Estado de derecho, surgió en el período Biedermeier.
En el período que siguió, surgieron Estados constitucionales en los que la policía (incluida la administración) solo puede actuar sobre la base de leyes (reserva de ley). Como resultado, el término policía en los Estados democráticos se suprimió cada vez más (la policía de salud, la policía de edificios y la policía de inmigración pasaron a llamarse departamento de salud, autoridad de inspección de edificios y oficina de inmigración). El constante desarrollo del derecho policial , el derecho administrativo , el derecho penal y, en última instancia, la constitución con derechos básicos conduce a una mayor seguridad jurídica y también a una juridificación de más y más áreas de la vida.

## Literatura
En la literatura, el mejor ejemplo de Estado policial es el que se plantea en la novela de George Orwell 1984, que describe un régimen totalitario que utiliza la excusa de guerra constante para permitir que la policía y las cámaras de seguridad controlen a toda la población.
Otro ejemplo de Estado policial es el presentado en la novela gráfica V for Vendetta, escrita por Alan Moore, claramente influida por la obra de Orwell. Allí se presenta un gobierno británico que controla a la población mediante una estricta vigilancia utilizando prácticamente los mismos métodos que en 1984. En V for Vendetta se tratan elementos fundamentales como la constitución de la autoridad, la eliminación de las oposiciones y diferencias y la manipulación mediática.

## Estados policiales
Ejemplos de Estados policiales podrían encontrarse en la Alemania durante el nazismo, en la Unión Soviética bajo el régimen comunista de Stalin y sus sucesores, en Yugoslavia durante la dictadura de Tito, en la Alemania del Este donde se creó la Stasi (Ministerio para la seguridad del Estado), copiando así el modelo de la Unión de Repúblicas Socialistas Soviéticas para controlar a todos los ciudadanos, en España durante el franquismo,en República Dominicana Durante el régimen de Trujillo,así mismo se estableció un Estado policial en Argentina a través de la ley Orgánica para la Policía Federal a través del decreto 333 durante la dictadura de Pedro Eugenio Aramburu, entonces presidente de facto, montándose un Estado policial a través de las agencias de control social.

## Consideraciones
Similar a la perspectiva de Orwell el Estado policial ejerce sobre la población ubicada en el territorio sobre el que tiene jurisdicción, y que la diferencia radica solo en el grado de invasión a las libertades, donde además esto es difícil de definir, puesto que todos los Estados vigilan secretamente a toda su población -o públicamente pero bajo el convencimiento y aprobación civil de que están siendo protegidos por su propio bien- en la medida de sus recursos o de los intereses que protegen. Y precisamente debido al hecho de que es secreto o maquillado, no se conocen completamente la magnitud del hecho ni las intenciones reales detrás de todo el aparato de vigilancia.

## Ejemplos de Estados con atributos relacionados

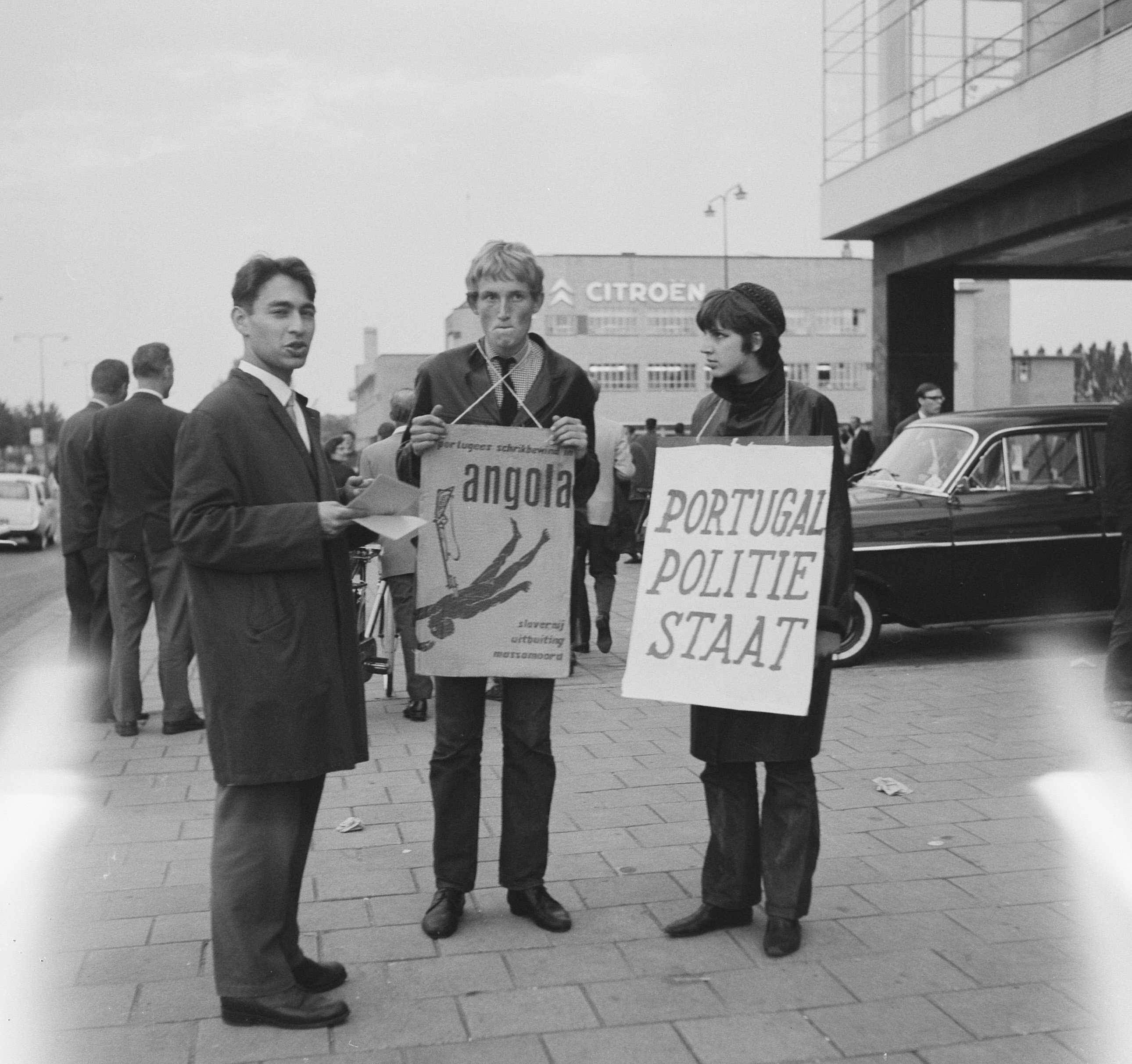
Manifestación en Ámsterdam contra el Estado policial (Politiestaat) en Angola portuguesa.

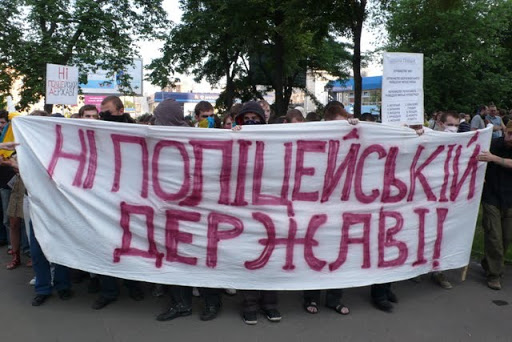
«No al Estado policial», pancarta en Ucrania.

Algunos han caracterizado el gobierno de Rey Enrique VIII durante el período Tudor como un Estado policial. La Oprichnina establecida por Tsar Iván IV en el seno del Tzar ruso en 1565 funcionó como predecesora del estado policial moderno, con persecuciones y gobierno autocrático.
La Alemania nazi surgió de un gobierno originalmente democrático, pero poco a poco fue ejerciendo controles cada vez más represivos sobre su población en el período previo a la Segunda Guerra Mundial. Además de la SS y la Gestapo, el Estado policial nazi utilizó el poder judicial para afirmar el control sobre la población desde la década de 1930 hasta el final de la guerra en 1945.
Durante el periodo del apartheid, Sudáfrica mantuvo atributos de Estado policial como la prohibición de personas y organizaciones, la detención de presos políticos, el mantenimiento de comunidades de vida segregadas y la restricción de movimientos y acceso.
El Chile de Augusto Pinochet funcionó como un Estado policial, exhibiendo "la represión de las libertades públicas, la eliminación del intercambio político, la limitación de la libertad de expresión, la abolición del derecho de huelga, la congelación de los salarios".
La República de Cuba bajo el presidente (y posterior dictador de derechas) Fulgencio Batista fue un autoritario Estado policial durante su gobierno. La influencia policial aumentó tras su derrocamiento durante la Revolución Cubana en 1959 con la llegada al poder de Fidel Castro y la fundación de una Marxista-Leninista república.
Se afirma que la región de la actual Corea del Norte tiene elementos de un Estado policial, desde el reino de Silla al estilo Juche, hasta la imposición de un Estado policial fascista por parte de los japoneses, al Estado policial totalitario impuesto y mantenido por la familia Kim. Reporteros sin Fronteras, con sede en París, ha clasificado a Corea del Norte en el último o penúltimo lugar en su prueba de libertad de prensa desde la introducción del Índice de libertad de prensa, [¿cuándo?] afirmando que la familia gobernante Kim controla todos los medios de comunicación.
En respuesta a las propuestas del gobierno de promulgar nuevas medidas de seguridad para frenar las protestas, el gobierno del Partido de la Justicia y el Desarrollo ha sido acusado de convertir a Turquía en un Estado policial.
Desde el golpe de Estado egipcio de 2013, el gobierno militar de Egipto habría tomado varias medidas para reprimir la libertad religiosa y de expresión con la intención de disminuir el extremismo religioso, lo que ha llevado a acusaciones de que se ha convertido efectivamente en un "Estado policial revolucionario". También en Oriente Próximo son considerados Estados policiales países teocráticos como Arabia Saudí —especialmente desde la proclamación, en 2017, de Mohammed bin Salman como príncipe heredero— o Irán —desde la implantación del régimen de los ayatolás en 1979—.
La dictadura de Ferdinand Marcos desde la década de 1970 hasta principios de la década de 1980 en Filipinas tiene muchas características de un Estado policial.
La Federación Rusa, desde la llegada a la presidencia de Vladímir Putin, es considerada por medios y analistas nacionales e internacionales como un Estado policial, debido a prácticas como el arresto e incluso asesinato de periodistas y opositores políticos, el acoso de exiliados y sus familiares, la detención de ciudadanos por manifestar sus ideas o mantener «contactos extranjeros no autorizados» así como por el control y manipulación ejercidos sobre la población en general. Dichas labores son efectuadas por el Servicio Federal de Seguridad (FSB), policía secreta cercana al propio Putin.

### Estados policiales de ficción
Los Estados policiales de ficción han aparecido en medios de comunicación que van desde novelas hasta películas y videojuegos. La novela de George Orwell 1984 fue descrita por la Enciclopedia de la Ciencia Policial como "el tratamiento ficticio definitivo de un Estado policial, que también ha influido en el uso contemporáneo del término".
La novela de Orwell describe a Gran Bretaña bajo el totalitario Oceanía, régimen que invoca continuamente (y ayuda a provocar) una guerra perpetua. Esta guerra perpetua se utiliza como pretexto para someter al pueblo a una vigilancia masiva y a registros policiales invasivos. La novela ha sido descrita como "el tratamiento ficticio definitivo de un Estado policial, que también ha influido en el uso contemporáneo del término".